# Людвиг, Олаф
О́лаф Лю́двиг (нем. Olaf Ludwig; род. 13 апреля 1960, Гера) — немецкий шоссейный велогонщик.

## Любительская карьера
В 1977 и 1978 годах Олаф Людвиг становился чемпионом мира в командной шоссейной гонке среди юниоров в составе сборной ГДР. В 1980 году он выиграл свои первые четыре этапа Велогонки Мира: во Вроцлаве, Берлине, Галле и Печице. На Московской Олимпиаде двадцатилетний Людвиг завоевал серебряную медаль в командной шоссейной гонке в составе сборной ГДР.
В 1981 году со сборной ГДР Людвиг стал чемпионом мира в командной гонке среди любителей. В 1982 году он побеждает в общем зачёте Велогонки Мира, выиграв четыре этапа и пролог и меньше чем на полторы минуты оторвавшись от советских спортсменов, победителей двух предыдущих гонок Шахида Загретдинова и Юрия Баринова.
В 1983 году Людвиг впервые в карьере выиграл национальный чемпионат, став чемпионом ГДР в горных гонках. В 1986 году он добавил к этому титулу звания чемпиона ГДР в гонке по очкам на треке и в индивидуальной шоссейной гонке. Он также завоевал «серебро» в трековой гонке по очкам на чемпионате мира в Колорадо-Спрингс и во второй раз в карьере выиграл Велогонку Мира, стартовавшую в этот год из Киева, всего через 11 дней после Чернобыльской аварии.
В 1987 году Людвиг второй год подряд становится чемпионом ГДР в гонке по очкам, а в 1988 году выигрывает групповую шоссейную гонку на Олимпиаде в Сеуле, обыграв на финише коллегу из сборной ФРГ Бернда Грёне. В [989 году Людвиг стал чемпионом в индивидуальной шоссейной гонке сначала в ГДР, а потом в объединённом чемпионате Германии. Он также выиграл в Галле и Берлине два последних в карьере этапа Велогонки Мира, доведя их общее количество до 38, что является непобитым рекордом и двадцать лет спустя.

## Профессиональная карьера
С 1990 года Людвиг выступает в ранге профессионала. Он стал чемпионом ГДР среди профессионалов в том же году и тогда же присоединился к команде «Panasonic-Sportlife», где выступал ещё один олимпийский чемпион, Вячеслав Екимов. В год своего профессионального дебюта он выиграл первый в карьере этап «Тур де Франс» и завоевал зелёную майку победителя в очковом зачёте.
В 1992 году Людвиг стал победителем Мирового шоссейного кубка UCI. Из десяти этапов, входящих в зачёт Кубка мира, он выиграл только один, но в суммарном зачёте далеко обошёл занявшего второе место швейцарца Тони Ромингера. Он также добавил к списку своих достижений ещё одну победу на этапе «Тур де Франс». Команда Людвига, «Panasonic-Sportlife», завоевала Кубок мира в командном зачёте.
В 1993 году Людвиг завоевал бронзовую медаль чемпионата мира среди профессионалов в индивидуальной гонке. В этом же году он подписал контракт с командой «Team Telekom», в которой остался до конца активной карьеры в 1996 году. В первый год с командой он выиграл свой четвёртый этап «Тур де Франс».
В 1996 году, в конце карьеры, Людвиг в третий раз принял участие в Олимпийских играх, но на этот раз остался без медалей, финишировав шестнадцатым в групповой гонке.

## Административная деятельность

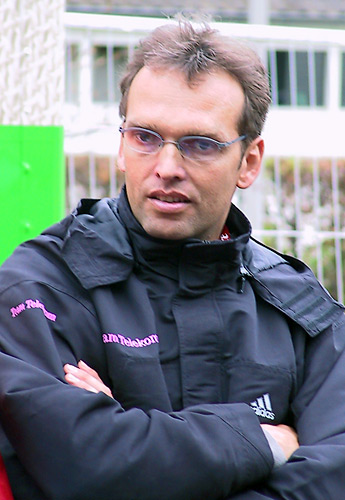
Олаф Людвиг в 2002 году

После окончания активной карьеры Людвиг возглавил отдел по связям с общественностью команды «Team Telekom». Впоследствии он стал одним из хозяев и главным менеджером команды — пост, который он занимал до 2006 года, когда её состав практически полностью поменялся после допинговых скандалов. В последние три года Людвига на посту менеджера команда (в этот период называвшаяся «T-Mobile») выигрывала «Тур де Франс» в командном зачёте.
Людвиг также занимал пост вице-президента федерации велосипедного спорта Германии и в этом качестве сыграл важную роль в организации Тура Германии.

## Достижения
- Чемпион Олимпийских игр 1988 года в групповой гонке
- Чемпион мира 1981 года среди любителей в командной гонке
- Победитель Кубка мира UCI 1992 года в индивидуальном и командном зачёте
- Двукратный победитель Велогонки Мира; рекордсмен Велогонки Мира по количеству выигранных этапов (38)
- Победитель очковой классификации Тур де Франс 1990 года
- Серебряный призёр Олимпийских игр 1980 года в командной гонке в составе сборной ГДР
- Бронзовый призёр чемпионата мира 1993 года среди профессионалов в индивидуальной гонке
- Трёхкратный чемпион ГДР по шоссейному велоспорту (1986, 1989 — среди любителей, 1990 — среди профессионалов); двукратный чемпион чемпион ГДР по трековому велоспорту в гонке по очкам